# 門下侍中
門下侍中（もんかじちゅう）は、中国および高麗の官職の一つ。三省の一つ門下省の長官であり、唐代には宰相の一人とされた。

### 総論・歴史
- 布目潮渢、栗原益男『隋唐帝国』（初版）講談社〈講談社学術文庫〉、1997年。ISBN 4061593005。
- 窪添慶文、關尾史郎、中村圭爾、愛宕元、金子修一 著、池田温 編『中国史 三国〜唐』 2巻（初版）、山川出版社〈世界歴史大系〉、1996年。ISBN 4634461609。